# Fikret Hakan
Fikret Hakan (23 de abril de 1934 – 11 de julho de 2017), nascido como Bumin Gaffar Çitanak, foi um prolífico actor de cinema turco e vencedor do reconhecimento honorário Artista do Estado, um prestigioso título outorgado pelo governo turco.

## Biografia
Hakan nasceu em 1934, filho de Gaffar e Fatma Belkıs. A sua mãe era chefe de enfermeiras, enquanto o seu pai foi um professor de literatura. Mudou-se juntamente com os seus pais quando era adolescente, de Balikesir a Istambul, e se inscreveu na escola secundária de Galatasaray.

## Carreira
Hakan começou a sua carreira artística na década de 1950 como um actor do teatro Ses e colaborador de revistas literárias.
Estreou-se como actor na curta-metragem de comédia Evli mi bekar mi dirigido por Muhsin Ertugrul em 1951, e a sua estreia no cinema deu-se em 1953 Köprüalti Çocuklari (Meninos de baixo da Ponte), realizou mais de 170 aparecimentos no cinema, apesar de a sua carreira ter estado em seu ponto mais produtivo ao longo das décadas de 1950, 1960 e através de 1976.
Actuou em filmes como a Vingança das Serpentes (Eılanların öcü) em 1962. Participou como o Coronel Ahmed Elçi juntamente com Tony Curtis e Charles Bronson no filme da década de 1970 Não Se Pode Ganhar Tudo dirigida por Peter Collinson.

## Matrimónios
Contraiu casamento em quatro ocasiões. Seus cônjuges foram Lale Sarı, Semiramis Pekkan, Neşecan Paşmak e Hümeyra. Teve uma filha extra-matrimonial, Elif Hakan. MAis tarde, arranjou uma companheira de vida, Tijen Kılıç.

## Morte
Morreu a 11 de julho de 2017 num hospital de Istambul após ser diagnosticado com cancro do pulmão. Foi enterrado no Cemitério Zincirlikuyu após uma cerimónia comemorativa celebrada na Universidade de Istambul da Faculdade de Ciências, e o funeral religioso deu-se na Mesquita Afet Yolal, em Levent.

## Filmografia
- Hoşgör, Boşver, Aldırma (Memo Festivalde), 1953
- Köprüaltı Çocukları, 1953
- Cingöz Recai, 1954
- Yollarımız Ayrılıyor, 1954
- Karacaoğlan, 1955
- Gülmeyen Yüzler, 1955
- Beyaz Mendil, 1955
- Battal Gazi Geliyor ....Cafer, 1955
- Ölüm Deresi, 1956
- Papatya, 1956
- Kör Kuyu, 1957
- Lejyon Dönüşü, 1957
- Ak Altın, 1957
- Gelinin Muradı ....Doktor, 1957
- Kahpe Kurşum,1 957
- Kamelyalı Kadın, 1957
- Üç Arkadaş ....Doktor, 1958
- Son Saadet, 1958
- Allah Korkusu, 1958
- Bir İnsanlık Meselesi (Allah Korusun), 1958
- Dertli Irmak, 1958
- Dokuz Dáğın Efesi, 1958
- Zümrüt ....Selim, 1959
- Camp Der Verdammten, 1961
- Hatırla Sevgilim, 1961
- Şeytanın Kılıcı, 1961
- Silahlar Konuşuyor, 1961
- İstanbul'dá Aşk Başkadır, 1961
- Aşk Yarışı, 1962
- Kısmetin Em Güzeli, 1962
- Sokak Kızı, 1962
- Eılanların Öcü ....Kara Bayram, 1962
- Aşk Orada Başladı, 1962
- Battı Balık, 1962
- Ölüme Yalnız Gidilir, 1962
- Badem Şekeri, 1963
- Bana Annemi Anlat, 1963
- Cehennemde Buluşa oım (Camp Der Verdammten), 1963
- Katır Tırnağı, 1963
- Öldür Beni, 1963
- Zehir Hafiye, 1963
- Aşka Vakit Yok, 1963
- Karanlıkta Uyananlar, 1964
- Affetmeyen Kadın, 1964
- Bücür, 1964
- Keşanlı Ali Destanı ....Keşanlı Ali, 1964
- Atçalı Kel Mehmet, 1964
- Avanta Kemal, 1964
- Cumartesi Senin Pazar Benim, 1965
- Başlık, 1965
- Korkusuzlar, 1965
- Köroğlu-Dáğlar Kralı, 1965
- Siyah Gözler, 1965
- Uzakta Kal Sevgilim, 1965
- Bitmeyen Yol, 1965
- Buzlar Çözülmeden, 1965
- Dünkü Çocuk, 965
- Murat'ın Türküsü, 1965
- Onyedinci Yolcu, 1965
- Toprağın Kanı, 1966
- Babam Katil Değildi, 1966
- Dövüşmek Şart Oldu, 1966
- Erkek ve Deişi, 1966
- Her Şafakta Ölürüm, 1966
- Hızır Efe, 1966
- Korkusuz Adam, 1966
- Nuh'um Gemisi, 1966
- Ölüm Tarlası, 1966
- Silahları Ellerinde Öldüler, 1967
- Bozkurtlar Geliyor, 1967
- Devlerin İntikamı, 1967
- Eceline Susayanlar, 1967
- Kasan Davı, 1967
- Çıldırtan Arzu, 1967
- Şeyh Ahmed, 1968
- Şeytan Kafesi, 1968
- Kafkas Kartalı, 1968
- Kara Battal'ın Acısı, 1968
- Mısır'dão Gelen Gelin, 1969
- Target: Harry, 1969
- Devlerin Aşkı, 1969
- Günahını Kanlarıyla Ödediler, 1969
- You Can't Win 'Em All ....Coronel Elçi, 1970
- Battal Gazi Destanı ....Hammer, 1971
- Şehzade Sinbad Kaf Dáğında, 1971
- Vurguncular ....Kont, 1971
- Trittico, 1971
- Gülüm, Balım, Çiçeğim, 1971
- Hasret, 1971
- Öldüren Şehir, 1971
- Ölümsüzler, 1971
- New Yorklu Kız, 1971
- Fedailer Mangası, 1971
- Cemo ....Memo, 1972
- Elif ile Seydo, 1972
- Büyük Soygun, 1973
- Pir Sultan Abdal ....Pir Sultan Abdal, 1973
- Dayı, 1974
- Kısmet, 1974
- Köprü, 1975
- En Büyük Patron, 1975
- Pembe İncili Kaftan (TV) ....Muhsin Çelebi, 1975
- Delicesine, 1976
- Gülşah Küçük Anne ....Fikret, 1976
- İki Arkadaş, 1976
- Sürgün, 1976
- Kaplan Pençesi, 1976
- Hora Geliyor Hora, 1976
- Kurban Olayım, 1976
- Yuvanın Bekçileri, 1977
- Yangın, 1977
- Demiryol ....Hasan, 1979
- Bir Günün Hikayesi ....Mustafa, 1980
- Beni Böyle Sev, 1980
- Takip, 1981
- Bir Damla Ateş, 1981
- Kimbilir (Kibariye), 1981
- Öğretmen Kemal, 1981
- Unutulmayanlar ....Figo, 1981
- Toprağın Teri ....Hasan, 1981
- Arkadaşım, 1982
- Düşkünüm Sã, 1982
- Haram, 1983
- Küçük Ağa (TV), 1983
- Fidan, 1984
- Acı Ekmek, 1984
- Alkol, 1985
- Savunma, 1986
- Aşkın Kanunu Yoktur, 1986
- Gün Doğmadan, 1986
- Duvardaki Kan (TV), 1986
- Severek Öldüler, 1987
- O Bir Melekti, 1987
- Yazgı, 1987
- Acıların Günlüğü ....Fikret Usta, 1988
- Hüküm, 1988
- Kara Sevda, 1989
- Dehşet Gecesi, 1989
- Sessiz Fırtına, 1989
- Gülbeyaz, 1989
- İstiyorum, 1989
- Eskici Ve Ouğulları, 1990
- Têmımın Çiftliği (TV),1990
- Sevgi Demeti (Müdür Baba) (TV), 1992
- Yalancı (TV), 1993
- Gerilla ....Cevat Fehmi, 1994
- İnsanlar Jáşadıkça (TV), 1994
- Sen de Gitme ....Antoine, 1995
- Ekmek, 1996
- Anılardaki Sevgili (TV), 1996
- Jáşama Hakkı, 1998
- Herşey Ouğlum İçin (TV), 1998
- Baba (TV), 1999
- Aşkın Dáğlarda Gezer (TV), 1999
- Zümrüt Gözlerim Aklına Gelirse 2000
- Aslan Ouğlum, 2000
- Yeni Hayat (TV), 2001
- Benimle Evlenir Misin ....Eşref Bey (TV), 2001
- Zor Hedef (TV), 2002
- Para=Dolar, 2000
- Şıh Senem, (2003)
- Kurşum yarası (TV), 2003
- Kaybolan Eıllar (2004) Süleyman Çesen
- Eğreti Gelin, 2005
- Two Hearts as One, 2014